# Piazza dei Signori (Padova)
(Angelo Portenari, Della Felicità di Padova, 1623)
Piazza dei Signori o Piazza della Signoria è una delle numerose piazze che caratterizzano il centro storico della città di Padova. Fu per secoli teatro di celebrazioni civiche, di tornei e spazio di rappresentanza della città rispetto alle più grandi piazze delle Erbe e della Frutta che ebbero maggiori propensioni commerciali. La piazza è dominata dalla celebre Torre dell'Orologio.

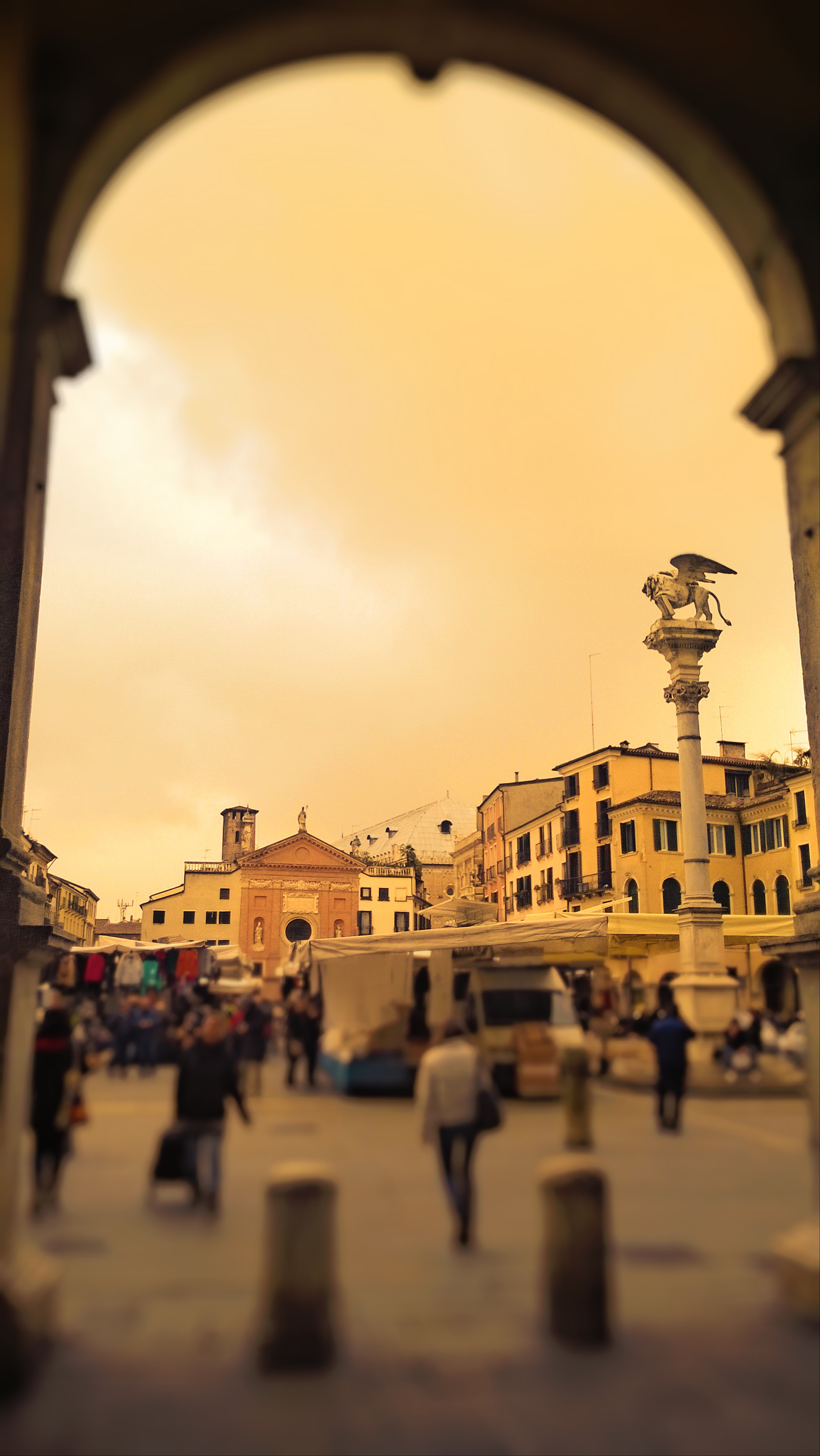
La piazza verso San Clemente.

## Storia
La piazza nacque nel XIV secolo con la demolizione di un antico quartiere che si estendeva davanti al sagrato della chiesa di San Clemente, frutto di quelle risistemazioni urbane promosse da Ubertino Da Carrara. L'apertura della piazza fu pensata per dare importanza alla torre d'accesso di levante della Reggia che si andava costruendo. Per la particolare conformazione divenne naturale teatro di tornei e di castelli d'amore. Secondo la tradizione fu proprio dai "signori" Carraresi che la piazza trasse il nome. La guerra tra i principi Carraresi e i Visconti alla fine del Trecento danneggiò la piazza e gli edifici tanto che venne definita per un periodo "della Desolazione"; negli anni '20 del Quattrocento i veneziani avviarono un'opera di recupero dello spazio che divenne principale quinta della liturgia civica: per i tornei, le giostre, le battaglie, i corteggi, i concerti e le feste musicali divenne "Piazza dei Trionfi" e di nuovo "Piazza della Signoria". In occasioni di feste dei santi patroni e in visite ufficiali veniva allestita con architetture effimere. Al giovedì grasso si teneva una grande caccia al toro. Il 17 luglio era sede dei grandi festeggiamenti per ricordare la riconquista di Padova da parte della Dominante, nel 1509.
In seguito ad un discorso di Padre Alessandro Gavazzi, il 9 maggio 1848 divenne "Piazza Pio IX", cuore dei movimenti popolari anti austriaci. Divenne poi "Piazza Unità d'Italia" per tornare all'originaria denominazione in epoca fascista.
Anticamente la piazza era pavimentata da cotto disposto a spina di pesce, poi via via sostituito a partire dal XVIII secolo da lastre di trachite euganea.
Nella piazza, all'altezza dell'imbocco della stra' del pozzetto (attuale via Nazario Sauro) sino al 1785 si trovava un pozzo monumentale, adornato con colonne marmoree e palle di cannone. Fu spianato nel 1785 e chiuso da un sigillo - ancora visibile - per motivi di decoro. La vera fu poi utilizzata per ingentilire il pozzo di Piazza delle Erbe, il resto fu tutto venduto col guadagno di 50 ducati.
La piazza oggi ospita al mattino parte del mercato cittadino, ma un tempo era riservata al solo passeggio e alla discussione.

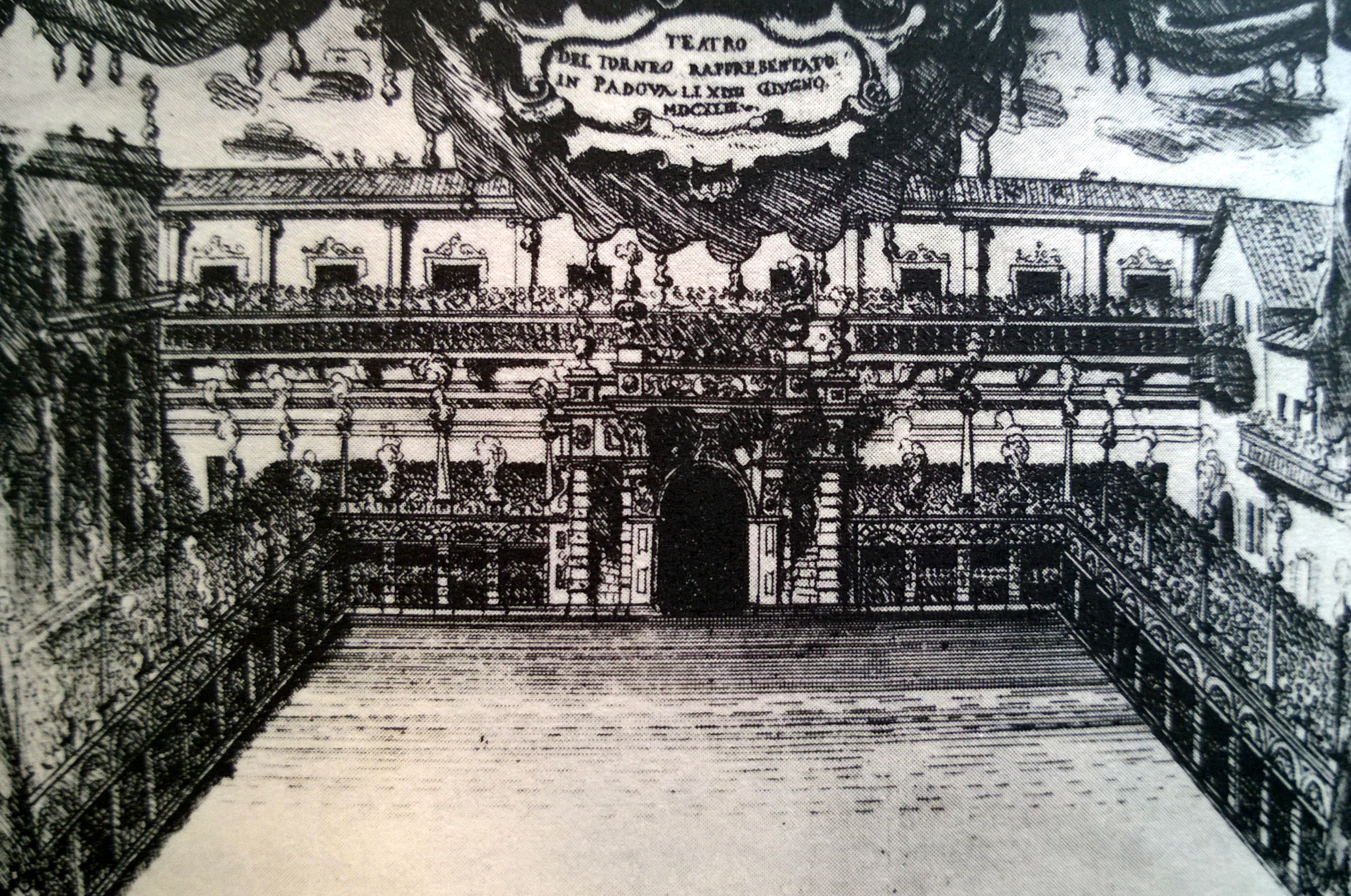
La piazza preparata con addobbi architettonici effimeri per il torneo svoltosi nella festa di Sant'Antonio nel 1643.

## Descrizione

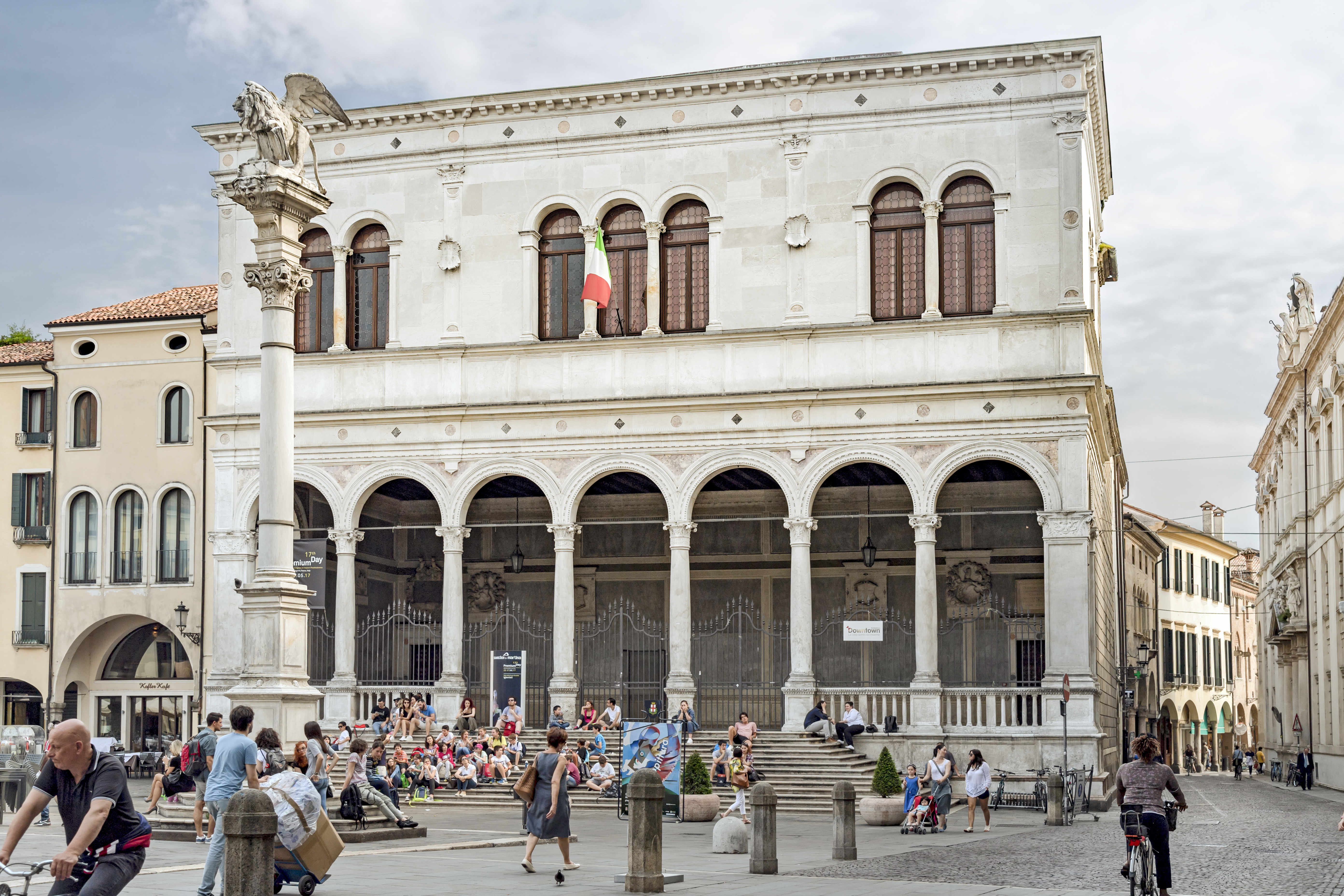
La Colonna Marciana e la Loggia del Consiglio.

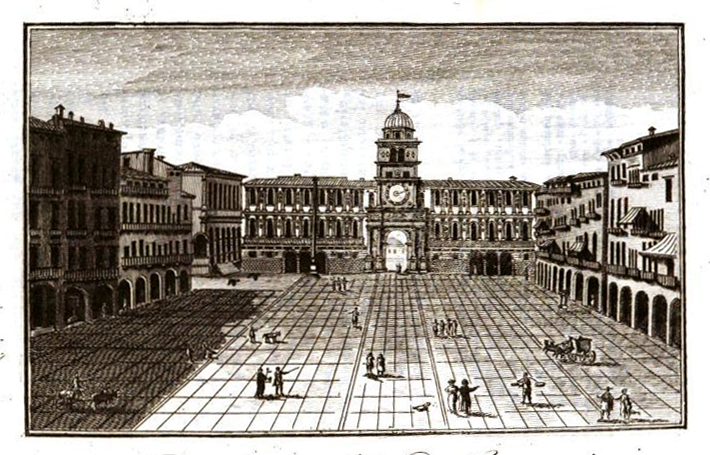
La piazza nel '700.

La piazza ha forma rettangolare. Le case che la circondano - di varie epoche e stili - sorgono per la maggior parte su portici dei secoli XIV e XV. Alcune recano ancora decorazioni medievali e rinascimentali.
- A ponente domina la Torre dell'Orologio affiancata dai simmetrici palazzi del Capitanio e dei Camerlenghi opere del secolo XVI e XVII di gusto manierista. Due nicchie, una sul palazzo di destra e una su quello di sinistra ospitano i busti di San Prosdocimo e Sant'Antonio: le due opere in pietra di Nanto furono murate nelle loro nicchie durante le ventate anticlericali dell'occupazione napoleonica e riemersero con i restauri degli anni '90 del XIX. Sant'Antonio recava ancora due beffardi baffi tracciati con un carboncino nero, a dileggio dell'immagine sacra.

Sul selciato si innalza a sinistra la Colonna Marciana: risalente alla metà del Settecento, è un monumento composto da pezzi più antichi, tra cui la marmorea colonna e capitello di età romana che venne rinvenuta nel 1764 nei pressi della chiesa di San Marco e fu collocata nella sua posizione attuale nel 1787 dal Rettore Catarino Corner. Il leone di San Marco è opera (1870) di Natale Sanavio (1827-1905) a sostituzione di quello distrutto dalle truppe francesi nel 1797. Il pennone reggi vessillo dirimpetto ha base marmorea risalente al Cinquecento, ricca di decorazioni e altorilievi. Le formelle marmoree ai quattro lati raffigurano le virtù cardinali. L'attuale posizione risale alla seconda metà del Settecento. Sul primo gradino verso ponente è inciso il brazzo padovano corrispondente a 64 centimetri. Poco distante dal pennone, sul bordo della strada in prossimità al portico dove stava la bottega del caffè "Genio", sta un'altra curiosa incisione: "Una lira (lo strumento musicale), le iniziali P.G. e la data 15.07.81". D'estate, nella veranda del caffè, si sedevano le mamme con le figlie alla ricerca di un buon partito. Tra i tanti bei ragazzi in passeggiata davanti al caffè, si fece notare un ricco ed elegante giovane di provincia che portava una cravatta su cui era appuntata una spilla a forma di "lira". I primi di luglio del 1891 il giovane smarrì la spilla durante il passeggio senza ritrovarla più. Il 15 luglio tornò in città e rifacendo lo stesso percorso ritrovò la sua spilla su una pietra del selciato. Decise così di far incidere sulla pietra l'oggetto la lui tanto caro, le sue iniziali e la data del ritrovamento.

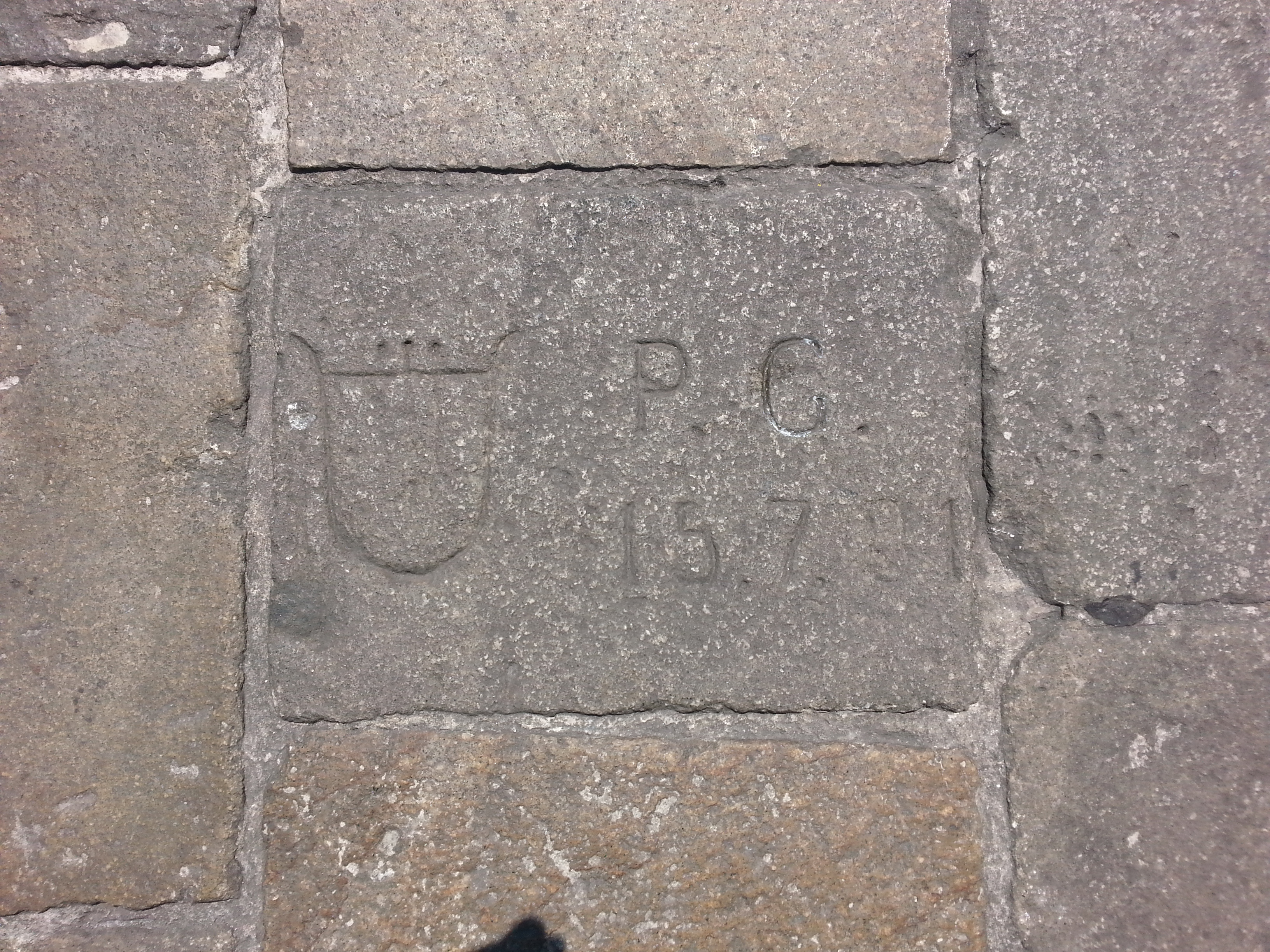
La memoria della spilla ritrovata.

- A levante sta l'antica chiesa di San Clemente affiancata da case medievali. Su quella di destra è collocata una lapide che ricorda il “grave et atroce delitto commesso da diversi sbirri" li avvenuto il 15 febbraio 1722 contro alcuni studenti universitari; i colpevoli furono “condannati al patibolo della forca, alla galera e all'oscuro carcere” secondo quanto riportato nella lastra.
- A meridione, verso la Cattedrale, spicca imponente la lombardesca Loggia del Consiglio affiancata dalla stretta "casa del boia" in gran parte ricostruita con il vicino palazzo Foscari dopo essere stata colpita da un ordigno nella seconda guerra mondiale. Poco distante, una curiosa iscrizione ottocentesca invita a tenere pulita la piazza.
- A settentrione interessanti case medievali tra cui spicca la gotica palazzina Molin dove abitò Lina Merlin. In una delle colonne che reggono il portico verso Piazza della Frutta è incisa una popolaresca "memoria" dello scoperchiamento del Palazzo della Ragione avvenuto a causa di un turbine nel 1756. Sul selciato è visibile il tombino del pozzo spianato nel 1785. Sotto i portici si trova la più vecchia pizzeria di Padova, che nel 1953 sostituì una cioccolateria, inaugurando la stagione delle pizzerie in città: in quegli anni divenne così popolare che la clientela era regolata dai vigili urbani e nel 1956 il pizzaiolo Gennaro riuscì a sfornare in una giornata 1500 pizze.